# Chung kết giải vô địch bóng đá châu Âu 1972
Trận chung kết giải vô địch bóng đá châu Âu 1972 là trận đấu bóng đá diễn ra vào ngày 18 tháng 6 năm 1972 để tìn ra nhà vô địch Giải vô địch bóng đá châu Âu 1972. Trận đấu diễn ra giữa hai đội Liên Xô và Tây Đức tại Sân vận động Heysel ở Brussels. Đức giành chiến thắng với tỉ số 3–0, với những bàn thắng của Gerd Müller (2 bàn) và Herbert Wimmer.

## Chi tiết trận chung kết
| Liên Xô | 0–3      | Tây Đức                      |
| ------- | -------- | ---------------------------- |
|         | Chi tiết | Müller 27', 58' · Wimmer 52' |

| Liên Xô | Tây Đức |

|                         |    |                        |          |
|                         |    |                        |          |
| GK                      | 1  | Yevhen Rudakov         |          |
| DF                      | 2  | Revaz Dzodzuashvili    |          |
| DF                      | 3  | Murtaz Khurtsilava (c) | Thẻ vàng |
| DF                      | 12 | Volodymyr Kaplychnyi   | Thẻ vàng |
| DF                      | 13 | Yuri Istomin           |          |
| MF                      | 6  | Viktor Kolotov         |          |
| MF                      | 7  | Vladimir Troshkin      |          |
| MF                      | 14 | Anatoliy Konkov        | 46'      |
| FW                      | 8  | Anatoliy Baidachny     |          |
| FW                      | 9  | Anatoly Banishevski    | 66'      |
| FW                      | 18 | Volodymyr Onyshchenko  |          |
| Vào sân thay người:     |    |                        |          |
| MF                      | 15 | Oleg Dolmatov          | 46'      |
| FW                      | 11 | Eduard Kozynkevych     | 66'      |
| Huấn luyện viên trưởng: |    |                        |          |
| Aleksandr Ponomarev     |    |                        |          |

|                         |    |                          |  |
|                         |    |                          |  |
| GK                      | 1  | Sepp Maier               |  |
| SW                      | 5  | Franz Beckenbauer (c)    |  |
| RB                      | 2  | Horst-Dieter Höttges     |  |
| CB                      | 4  | Hans-Georg Schwarzenbeck |  |
| LB                      | 3  | Paul Breitner            |  |
| CM                      | 6  | Herbert Wimmer           |  |
| CM                      | 8  | Uli Hoeneß               |  |
| CM                      | 10 | Günter Netzer            |  |
| FW                      | 9  | Jupp Heynckes            |  |
| FW                      | 13 | Gerd Müller              |  |
| FW                      | 11 | Erwin Kremers            |  |
| Huấn luyện viên trưởng: |    |                          |  |
| Helmut Schön            |    |                          |  |